# Lukkarinsaari (ö i Södra Österbotten)
Lukkarinsaari är en ö i Finland. Den ligger i sjön Lappajärvi sjö och i kommunen Lappajärvi i den ekonomiska regionen  Järviseutu ekonomiska region  och landskapet Södra Österbotten, i den centrala delen av landet, 300 km norr om huvudstaden Helsingfors. Öns area är 15,1 hektar och dess största längd är 0,6 kilometer i nord-sydlig riktning.